# Religión en República Checa

## Historia
La religión en la República Checa fue dominada por el cristianismo hasta principios del siglo xx. Actualmente se caracteriza por ser una de las sociedades menos religiosas en el mundo. Desde la batalla de la Montaña Blanca en 1620, la esfera religiosa fue acompañada de un sentimiento anticatólico incluso cuando la mayoría de la población nominalmente pertenecía a la Iglesia católica. Ya para la segunda mitad del siglo xx el cristianismo sufrió una progresiva disminución en cuanto a sus seguidores. De acuerdo con el sociólogo Jan Spousta, entre la población irreligiosa —que representa a la mayor parte de la población checa— no todos son ateos; de hecho, un buen número se ha ido alejando desde el dogmatismo cristiano y el ateísmo hasta acercarse a las religiones del Lejano Oriente.

## Estadísticas
| Religión                                                           | 1921       | 1921       | 1930       | 1930       | 1950      | 1950      | 1991       | 1991       | 2001       | 2001       | 2011       | 2011       | 2021       | 2021       |
| Religión                                                           | Número     | %          | Número     | %          | Número    | %         | Número     | %          | Número     | %          | Número     | %          | Número     | %          |
| ------------------------------------------------------------------ | ---------- | ---------- | ---------- | ---------- | --------- | --------- | ---------- | ---------- | ---------- | ---------- | ---------- | ---------- | ---------- | ---------- |
| Cristianismo                                                       | 9 160 179  | 91,55      | 9 722 425  | 91,08      | 8 332 458 | 93,66     | 4 518 512  | 43,86      | 3 094 227  | 30,25      | 1 379 801  | 13,22      | 1 241 214  | 11,79      |
| — Iglesia católica                                                 | 8 210 771  | 82,06      | 8 390 228  | 78,60      | 6 824 908 | 76,72     | 4 028 415  | 39,10      | 2 748 455  | 26,87      | 1 092 346  | 10,47      | 985 318    | 9,36       |
| —— Iglesia latina                                                  | 8 201 464  | 81,97      | 8 378 079  | 78,49      | 6 792 046 | 76,35     | 4 021 385  | 39,03      | 2 740 780  | 26,79      | 1 082 463  | 10,37      | 741 175    | 7,04       |
| —— Católicos sin Iglesia                                           | —          | —          | —          | —          | —         | —         | —          | —          | —          | —          | —          | —          | 235 834    | 2,24       |
| — Iglesia ortodoxa oriental                                        | 9221       | 0,092      | 24 488     | 0,23       | 50 365    | 0,57      | 19 354     | 0,19       | 22 968     | 0,22       | 20 533     | 0,25       | 41 178     | 0,39       |
| —— Iglesia católica bizantina rutena                               | 9307       | 0,093      | 12 149     | 0,11       | 32 862    | 0,37      | 7030       | 0,068      | 7675       | 0,075      | 9883       | 0,095      | 8309       | 0,079      |
| — Iglesia veterocatólica de la República Checa                     | 20 103     | 0,20       | 22 544     | 0,21       | —         | —         | 2725       | 0,026      | 1605       | 0,016      | 1730       | 0,017      | 672        | 0,006      |
| — Iglesia evangélica de los Hermanos Checos                        | 231 199    | 2,31       | 290 994    | 2,73       | 401 729   | 4,52      | 203 996    | 1,98       | 117 212    | 1,15       | 51 858     | 0,50       | 32 577     | 0,31       |
| — Iglesia husita checoslovaca                                      | 523 232    | 5,23       | 779 672    | 7,30       | 946 813   | 10,64     | 178 036    | 1,73       | 99 103     | 0,97       | 39 229     | 0,38       | 23 610     | 0,22       |
| — Iglesias luteranas de la confesión de Augsburgo(mayoría silesia) | 150 687    | 1,51       | 52 485     | 0,49       | 80 144    | 0,90      | 37 281     | 0,36       | 34 317     | 0,34       | 17 378     | 0,17       | 11 047     | 0,11       |
| — Iglesia Evangélica Alemana en Bohemia, Moravia y Silesia         | —          | —          | 130 981    | 1,23       | 6401      | 0,072     | —          | —          | —          | —          | —          | —          | —          | —          |
| — Testigos de Jehová                                               | —          | —          | —          | —          | —         | —         | 14 575     | 0,14       | 23 162     | 0,23       | 13 069     | 0,13       | 13 298     | 0,13       |
| — Otros cristianos                                                 | 14 966     | 0,15       | 31 033     | 0,29       | 22 098    | 0,25      | 34 130     | 0,33       | 47 405     | 0,46       | 137 821    | 1,32       | 133 514    | 1,27       |
| Judaísmo                                                           | 125 083    | 1,25       | 117 551    | 1,10       | 8038      | 0,09      | 1292       | 0,013      | 1515       | 0,015      | 1474       | 0,014      | 1901       | 0,018      |
| Budismo                                                            | —          | —          | —          | —          | —         | —         | —          | —          | 6817       | 0,067      | 6101       | 0,058      | 5757       | 0,055      |
| Islam                                                              | —          | —          | —          | —          | —         | —         | 495        | 0,005      | 3699       | 0,036      | 3358       | 0,032      | 5244       | 0,05       |
| Paganismo                                                          | —          | —          | —          | —          | —         | —         | —          | —          | —          | —          | 863        | 0,008      | 2953       | 0,028      |
| Hinduismo                                                          | —          | —          | —          | —          | —         | —         | —          | —          | 1061       | 0,010      | 2408       | 0,023      | 2024       | 0,019      |
| Otras religiones                                                   | 2393       | 0,024      | 266        | 0,0025     | 12 786    | 0,14      | 35 651     | 0,35       | 180 769    | 1,77       | 628        | 0,006      | 89 254     | 0,85       |
| Creyentes sin religión específica                                  | —          | —          | —          | —          | —         | —         | —          | —          | —          | —          | 705 368    | 7,29%      | 1 005 788  | 9,56       |
| Irreligión                                                         | 716 515    | 7,16       | 834 144    | 7,81       | 519 962   | 5,84      | 4 112 864  | 39,92      | 6 039 991  | 59,04      | 3 604 095  | 34,53      | 5 027 794  | 47,77      |
| No declarada                                                       | 10 871     | 0,11       | 31 033     | 0,29       | 22 889    | 0,26      | 1 665 617  | 16,17      | 901 981    | 8,82       | 4 662 455  | 44,67      | 3 162 540  | 30,05      |
| Población total                                                    | 10 005 734 | 10 005 734 | 10 674 386 | 10 674 386 | 8 896 133 | 8 896 133 | 10 302 215 | 10 302 215 | 10 230 060 | 10 230 060 | 10 436 560 | 10 436 560 | 10 524 167 | 10 524 167 |